# Oleksander Alfiorov

Su nombre en ucraniano es Олександр Анатолійович Алфьоров, y se puede transliterar a ‘’Oleksandr Alfiorov’’, ‘’Oleksandr Alfyorov’’ ú ‘’Oleksandr Alf’orov’’, nacido el 30 de noviembre de 1983, es un historiador ucraniano, anfitrión de un programa radial, YouTuber, figura pública y política, Doctor en Ciencias Históricas, Director del Instituto Ucraniano de Memoria Nacional, Mayor del Ejército de Ucrania.

## Biografía

### Familia
Oleksandr Alf’orov proviene de una familia noble ucraniana, los Alf’orovs Nació en la ciudad de Kyiv dentro de una familia de científicos, con su padre, Anatolii Alf’orov, Doctor en Ciencias Biológicas, quien trabajó durante mucho tiempo con Mykola Amosov; su madre es Yevheniia Alf’orova, maestra
Con su esposa Tetiana son padres de cinco hijos.

### Educación
Se graduó en 2001 de la escuela secundaria No 137 en la ciudad de Kyiv. Durante sus estudios escolares, tomó parte active en la competencia de la Academia Júnior de Ciencias de Ucrania, y ganó el premio mayor del concurso en el 2001 gracias a un trabajo de historia. En 2006 se graduó, con honores, en el Instituto de Educación Histórica de la Universidad Pedagógica Nacional Drahomanov, con título en Historia y Leyes. En 2012 defendió su tesis de doctorado PhD en Historia de Ucrania con el tema “El papel de los Kozakos y la Yeomanry Holuby. Familia dentro de la Historia de Ucrania durante los siglos XVI a XVIII”. 
De 2012 hasta el inicio de la Invasión rusa a Ucrania fue estudiante de medio tiempo en la Academia Teológica Ortodoxa en Kyiv.

### Carrera profesional
Desde el 2008 ha estado trabajando como anfitrión en un programa radial en “”Radio Culture Ucraniano”, en donde, desde 2012, ha estado a cargo del programa “Frescos de la Historia” Desde el 2010 y hasta el 2012 fue “Investigador junior”, y desde el 2012 “Investigador” del Instituto de Historia de Ucrania de la Academia Nacional de Ciencias de Ucrania. 
Del 2014 al 2018 fue secretario de prensa del Comisionado Popular de Ucrania Andrii Biletskyi, y de invierno del 2014 a junio del 2015 fue director del servicio de prensa del Regimiento Azov
Desde el 2019 ha sido presentador de Televisión en el programa de televisión pública UA: Culture.
Durante los años 2020 y 2021 ayudó en la coordinación de la Sección ucraniana del proyecto “Framing the Late Antique and Medieval Economy" de la Universidad de Princenton.
Desde abril del 2022 hasta junio de 2025 fue oficial de las Fuerzas Especiales de la Brigada Azov-Kyiv, y desde septiembre fue oficial de la Tercera Brigada de Asalto, director de entrenamiento humanitario y el grupo de apoyo informativo del departamento de ayuda psicológica. También director del grupo de expertos en De-Rusificación en Kyiv.

## Actividades públicas y políticas
Del 2001 al 2007 fue director de la sección juvenil de la “Unión de Hetmanes Estadistas” Miembro de la Sociedad Ucraniana de Heráldica.
Desde el 2016 es miembro del Consejo Supremo del partido político “Fuerzas Nacionales”, y vocero de tal partido. Desde 2018 es el director de la campana ucraniana de “Memoria de la Nación”.
También es director de la comisión experta en topónimos de la Administración de la ciudad de Kyiv, que se encarga de renombrar objetos o poblados subordinados a ciudades, removiendo topónimos relacionados con nombres provenientes de la historia soviética, la Federación de Rusia o sus aliados o satélites.
Oleksandr Alf’orov tiene un Canal en YouTube en el que presenta varios videos sobre la Historia de Ucrania

## Premios
- Orden al Mérito, de tercera clase, recibida el 6 de junio de 2025. </ref>[10]
- Reconocimiento presidencial "Por su participación en la operación antiterrorista” entregado en 2015.
- El premio Dmytro Nytchenko, otorgado en 2022. [11]
- Medalla por el Sacrificio y Amor por Ucrania de la Iglesia ortodoxa ucraniana.
- Otros galardones, otorgados por el Museo Ucraniano en Chicago, el Ministerio de Cultura y Comunicaciones Estratégicas, y la Academia Júnior de Ciencias de Ucrania.[3]

### Contribución al Desarrollo de la Ciencia
- En 2009 encontró una copia de la “Constitución de Pylyp Orlyk" en los Archivos del Estado Ruso de Documentos Antiguos en Moscú.[12]
- Entre el 2010 y el 2017 coorganizó 7 conferencias de Sigilografía.
- En 2017 fue curador y autor de la exhibición “ Sviatoslav I: El espíritu del tiempo” en el Museo de la Reserva Nacional de “Sofía de Kyiv”.
- En 2018 fundó la “Radio Histórica”.
- En 2020 descubrió la “Lista de metropolitanos y patriarcas de Kyiv", previamente desconocida, que comprende desde Cirilo II de Kyiv (1247-1281) hasta Máximos, Metropolitano de Kyiv (1285-1305). Juzgando la inscripción del sello, que fue presentado por primera vez en la Conferencia Internacional de Historia de la Rus de Kyiv en Varsovia el 2 de febrero de 2020, Nikephoros III fue Metropolitano por sólo un poco más de un año. O probablemente falleció de camino, pues su sello (de la colección de O. Sheremetiev) fue encontrado en Quersoneso (Sevastopol).
- En 2020 tomó parte en la transferencia del Tesoro de Horodnytsia (en ucraniano Городницький скарб) al estado.
- Autor del Escudo de armas del distrito de Cherniajiv, provincia de Zhytomyr.

## Aportes escritos a la ciencia
Es autor de más de 100 artículos científicos sobre Historia, en especial Historia de Ucrania; y es autor y coautor de varios libros: 
- Алфьоров О. Особові печатки правобережної України: кінець XVIII — перша половина XIX ст. — Біла Церква: Вид. О. В. Пшонківський 2004. — 100 с.
- Алфьоров О. А., Однороженко О. А. Українські особові печатки XV—XVII ст. за матеріалами київських архівосховищ. — Харків: Вид. «Просвіта», 2009. — 200 с.
- Алфьоров О. Старшинський рід Алфьорових: генеалогія, соціально-політичне та майнове становище слобідської гілки другої половини XVII — початку ХХ ст. — Біла Церква: Вид. О. В. Пшонківський, 2009. — 150 с.
- «Договори і постанови…» / Упорядник О. Алфьоров. — Київ: Вид. «Темпора» 2010. — 152 с.
- Тисяча років української сфрагістики. Каталог виставки. /у співавторстві/ К.,2014. — 505 с.
- Реєстри Сумського полку. 1660—1664 / Упорядники О. Алфьоров, О. Різниченко. — Київ: Вид. Інституту історії країни НАН України, 2016. — 534 с.
- Реєстри Полтавського полку 1654 р. /Упорядники О. Алфьоров, О. Монькін. — Київ: Вид. Інституту історії країни НАН України, 2018. — 266 с.
- Переписна книга Сумського полку 1691 р. / Упорядники О. Алфьоров, О. Різниченко. — Київ: Вид. Інституту історії країни НАН України, 2019. — 635 с.
- Михайло Чайковський. Шляхта обирає авантюризм / упорядник О.Алфьоров. — Київ: Вид.: Пропала грамота, 2020. — 608 с.
- Алфьоров О., Різніченко О. Переписна книга Білопільської сотні 1673 року. — Київ-Білопілля, 2021. — 219 с.
- Алфьоров О. Особові печатки з Правобережної України: середина XVII — початок ХІХ ст. Матеріали до каталогу. — Київ, 2021. — 210 с.
- Алфьоров О. Печатки Київської митрополії XI—XIV ст.: клір та інституції. Каталог колекції Музею Шереметьєвих. — Київ: Видавничий дім «Антиквар», 2021. — 240 с[5].
- Присяга козацьких полків, що були у поході 1718 року / Упорядники О. Алфьоров, О. Різниченко. — Запоріжжя, 2023. - 200 с.
- Переписна книга Сумського полку 1691 р. / Упорядники О. Алфьоров, О. Різниченко. — Запоріжжя, 2024. - 528 с.
- Seibt W., Alf'orov O. Byzantine Seals and Rus’ian Seals in the Byzantine Style Found on the Territory of Ukraine. - Kyiv, 2024. - 418 p.
- Відповідальний секретар наукових збірників «Сфрагістичний щорічник» (Вип. 1-5), «Спеціальні історичні дисципліни: питання теорії та методики» (Вип. 25-26).
- Алфьоров О. , Петраускас А. ГОРОДНИЦЬКИЙ СКАРБ: СРІБНИКИ ВОЛОДИМИРА СВЯТОСЛАВИЧА // Український нумізматичний щорічник. — 2021. — N.º 5. — C. 25.